# Madrid Open 2022 - Qualificazioni singolare femminile
Le qualificazioni del singolare femminile del Madrid Open 2022 sono un torneo di tennis preliminare per accedere alla fase finale della manifestazione. Le vincitrici dell'ultimo turno entreranno di diritto nel tabellone principale. In caso di ritiro di una o più giocatrici aventi diritto a queste subentreranno le lucky loser, ossia le giocatrici che perderanno nell'ultimo turno ma che avranno una classifica più alta rispetto alle altre partecipanti che avevano comunque perso nel turno finale.

## Teste di serie
1. Ekaterina Aleksandrova (qualificata)
2. Aljaksandra Sasnovič (primo turno)
3. Madison Brengle (primo turno)
4. Kaia Kanepi (qualificata)
5. Magda Linette (ultimo turno)
6. Petra Martić (qualificata)
7. Mayar Sherif (primo turno)
8. Irina-Camelia Begu (qualificata)
9. Andrea Petković (qualificata)
10. Beatriz Haddad Maia (ultimo turno, lucky loser)
11. Anna Bondár (qualificata)
12. Varvara Gračëva (qualificata)

1. Marie Bouzková (qualificata)
2. Anastasija Potapova (qualificata)
3. Greet Minnen (ultimo turno, lucky loser)
4. Lucia Bronzetti (ultimo turno)
5. Martina Trevisan (ultimo turno)
6. Kaja Juvan (ultimo turno)
7. Panna Udvardy (primo turno)
8. Clara Burel (qualificata)
9. Kristína Kučová (primo turno)
10. Magdalena Fręch (primo turno)
11. Anna Karolína Schmiedlová (qualificata)
12. Lauren Davis (primo turno)

## Qualificate
1. Ekaterina Aleksandrova
2. Irina-Camelia Begu
3. Anna Bondár
4. Marie Bouzková
5. Océane Dodin
6. Varvara Gračëva

1. Kaia Kanepi
2. Petra Martić
3. Andrea Petković
4. Anastasija Potapova
5. Anna Karolína Schmiedlová
6. Dajana Jastrems'ka

### Lucky loser
1. Beatriz Haddad Maia

1. Greet Minnen

## Tabellone

### Legenda
| - Q = Qualificato - WC = Wild card - LL = Lucky loser | - ALT = Alternate - SE = Special Exempt - PR = Protected Ranking | - w/o = Walkover - r = Ritirato - d = Squalificato |

### Sezione 1
|  | Primo turno | Primo turno            | Primo turno            | Primo turno | Primo turno |  |  | Ultimo turno | Ultimo turno           | Ultimo turno           | Ultimo turno | Ultimo turno |  |
|  |             |                        |                        |             |             |  |  |              |                        |                        |              |              |  |
|  | 1           | Ekaterina Aleksandrova | Ekaterina Aleksandrova | 6           | 6           |  |  |              |                        |                        |              |              |  |
|  |             | Tamara Korpatsch       | Tamara Korpatsch       | 4           | 4           |  |  | 1            | Ekaterina Aleksandrova | Ekaterina Aleksandrova | 6            | 6            |  |
|  |             | Diane Parry            | 4                      | 7           | 4           |  |  | 20           | Clara Burel            | Clara Burel            | 1            | 1            |  |
|  | 20          | Clara Burel            | 6                      | 65          | 6           |  |  |              |                        |                        |              |              |  |

### Sezione 2
|  | Primo turno | Primo turno          | Primo turno          | Primo turno | Primo turno |  |  | Ultimo turno | Ultimo turno   | Ultimo turno   | Ultimo turno | Ultimo turno |  |
|  |             |                      |                      |             |             |  |  |              |                |                |              |              |  |
|  | 2           | Aljaksandra Sasnovič | Aljaksandra Sasnovič | 4           | 5           |  |  |              |                |                |              |              |  |
|  |             | Danka Kovinić        | Danka Kovinić        | 6           | 7           |  |  |              | Danka Kovinić  | Danka Kovinić  | 5            | 4            |  |
|  | WC          | Fiona Ferro          | Fiona Ferro          | 2           | 2           |  |  | 13           | Marie Bouzková | Marie Bouzková | 7            | 6            |  |
|  | 13          | Marie Bouzková       | Marie Bouzková       | 6           | 6           |  |  |              |                |                |              |              |  |

### Sezione 3
|  | Primo turno | Primo turno        | Primo turno | Primo turno | Primo turno |  |  | Ultimo turno | Ultimo turno       | Ultimo turno       | Ultimo turno | Ultimo turno |  |
|  |             |                    |             |             |             |  |  |              |                    |                    |              |              |  |
|  | 3           | Madison Brengle    | 6           | 2           | 4           |  |  |              |                    |                    |              |              |  |
|  |             | Dajana Jastrems'ka | 2           | 6           | 6           |  |  |              | Dajana Jastrems'ka | Dajana Jastrems'ka | 6            | 7            |  |
|  |             | Harmony Tan        | 6           | 1           | 7           |  |  |              | Harmony Tan        | Harmony Tan        | 2            | 64           |  |
|  | 24          | Lauren Davis       | 4           | 6           | 65          |  |  |              |                    |                    |              |              |  |

### Sezione 4
|  | Primo turno | Primo turno      | Primo turno      | Primo turno | Primo turno |  |  | Ultimo turno | Ultimo turno     | Ultimo turno     | Ultimo turno | Ultimo turno |  |
|  |             |                  |                  |             |             |  |  |              |                  |                  |              |              |  |
|  | 4           | Kaia Kanepi      | Kaia Kanepi      | 6           | 6           |  |  |              |                  |                  |              |              |  |
|  |             | Harriet Dart     | Harriet Dart     | 1           | 1           |  |  | 4            | Kaia Kanepi      | Kaia Kanepi      | 6            | 7            |  |
|  | WC          | Cristina Bucșa   | Cristina Bucșa   | 1           | 3           |  |  | 17           | Martina Trevisan | Martina Trevisan | 2            | 5            |  |
|  | 17          | Martina Trevisan | Martina Trevisan | 6           | 6           |  |  |              |                  |                  |              |              |  |

### Sezione 5
|  | Primo turno | Primo turno               | Primo turno               | Primo turno | Primo turno |  |  | Ultimo turno | Ultimo turno              | Ultimo turno | Ultimo turno | Ultimo turno |  |
|  |             |                           |                           |             |             |  |  |              |                           |              |              |              |  |
|  | 5           | Magda Linette             | Magda Linette             | 6           | 7           |  |  |              |                           |              |              |              |  |
|  | PR          | Kateryna Baindl           | Kateryna Baindl           | 3           | 5           |  |  | 5            | Magda Linette             | 2            | 6            | 64           |  |
|  | WC          | Jéssica Bouzas Maneiro    | Jéssica Bouzas Maneiro    | 4           | 1           |  |  | 23           | Anna Karolína Schmiedlová | 6            | 1            | 7            |  |
|  | 23          | Anna Karolína Schmiedlová | Anna Karolína Schmiedlová | 6           | 6           |  |  |              |                           |              |              |              |  |

### Sezione 6
|  | Primo turno | Primo turno            | Primo turno            | Primo turno | Primo turno |  |  | Ultimo turno | Ultimo turno    | Ultimo turno    | Ultimo turno | Ultimo turno |  |
|  |             |                        |                        |             |             |  |  |              |                 |                 |              |              |  |
|  | 6           | Petra Martić           | 2                      | 6           | 7           |  |  |              |                 |                 |              |              |  |
|  |             | Dalma Gálfi            | 6                      | 4           | 63          |  |  | 6            | Petra Martić    | Petra Martić    | 6            | 6            |  |
|  | WC          | Carlota Martínez Círez | Carlota Martínez Círez | 68          | 0           |  |  | 16           | Lucia Bronzetti | Lucia Bronzetti | 4            | 1            |  |
|  | 16          | Lucia Bronzetti        | Lucia Bronzetti        | 7           | 6           |  |  |              |                 |                 |              |              |  |

### Sezione 7
|  | Primo turno | Primo turno         | Primo turno         | Primo turno | Primo turno |  |  | Ultimo turno | Ultimo turno        | Ultimo turno        | Ultimo turno | Ultimo turno |  |
|  |             |                     |                     |             |             |  |  |              |                     |                     |              |              |  |
|  | 7           | Mayar Sherif        | Mayar Sherif        | 67          | 5           |  |  |              |                     |                     |              |              |  |
|  |             | Kristina Mladenovic | Kristina Mladenovic | 7           | 7           |  |  |              | Kristina Mladenovic | Kristina Mladenovic | 2            | 0            |  |
|  | PR          | Dar'ja Saville      | 6                   | 3           | 5           |  |  | 14           | Anastasija Potapova | Anastasija Potapova | 6            | 6            |  |
|  | 14          | Anastasija Potapova | 4                   | 6           | 7           |  |  |              |                     |                     |              |              |  |

### Sezione 8
|  | Primo turno | Primo turno        | Primo turno        | Primo turno | Primo turno |  |  | Ultimo turno | Ultimo turno       | Ultimo turno       | Ultimo turno | Ultimo turno |  |
|  |             |                    |                    |             |             |  |  |              |                    |                    |              |              |  |
|  | 8           | Irina-Camelia Begu | Irina-Camelia Begu | 6           | 6           |  |  |              |                    |                    |              |              |  |
|  |             | Ekaterine Gorgodze | Ekaterine Gorgodze | 2           | 4           |  |  | 8            | Irina-Camelia Begu | Irina-Camelia Begu | 6            | 6            |  |
|  |             | Kamilla Rachimova  | Kamilla Rachimova  | 6           | 6           |  |  |              | Kamilla Rachimova  | Kamilla Rachimova  | 1            | 0            |  |
|  | 22          | Magdalena Fręch    | Magdalena Fręch    | 1           | 4           |  |  |              |                    |                    |              |              |  |

### Sezione 9
|  | Primo turno | Primo turno     | Primo turno     | Primo turno | Primo turno |  |  | Ultimo turno | Ultimo turno    | Ultimo turno    | Ultimo turno | Ultimo turno |  |
|  |             |                 |                 |             |             |  |  |              |                 |                 |              |              |  |
|  | 9           | Andrea Petković | Andrea Petković | 6           | 6           |  |  |              |                 |                 |              |              |  |
|  |             | Misaki Doi      | Misaki Doi      | 4           | 2           |  |  | 9            | Andrea Petković | Andrea Petković | 7            | 6            |  |
|  |             | Wang Qiang      | 6               | 4           | 2           |  |  | 18           | Kaja Juvan      | Kaja Juvan      | 64           | 4            |  |
|  | 18          | Kaja Juvan      | 4               | 6           | 6           |  |  |              |                 |                 |              |              |  |

### Sezione 10
|  | Primo turno | Primo turno         | Primo turno         | Primo turno | Primo turno |  |  | Ultimo turno | Ultimo turno        | Ultimo turno | Ultimo turno | Ultimo turno |  |
|  |             |                     |                     |             |             |  |  |              |                     |              |              |              |  |
|  | 10          | Beatriz Haddad Maia | Beatriz Haddad Maia | 6           | 6           |  |  |              |                     |              |              |              |  |
|  | WC          | Ėrika Andreeva      | Ėrika Andreeva      | 3           | 3           |  |  | 10           | Beatriz Haddad Maia | 6            | 65           | 2            |  |
|  |             | Océane Dodin        | 6                   | 4           | 6           |  |  |              | Océane Dodin        | 3            | 7            | 6            |  |
|  | 19          | Panna Udvardy       | 2                   | 6           | 4           |  |  |              |                     |              |              |              |  |

### Sezione 11
|  | Primo turno | Primo turno  | Primo turno  | Primo turno | Primo turno |  |  | Ultimo turno | Ultimo turno | Ultimo turno | Ultimo turno | Ultimo turno |  |
|  |             |              |              |             |             |  |  |              |              |              |              |              |  |
|  | 11          | Anna Bondár  | Anna Bondár  | 6           | 6           |  |  |              |              |              |              |              |  |
|  | WC          | Alex Eala    | Alex Eala    | 0           | 0           |  |  | 11           | Anna Bondár  | Anna Bondár  | 6            | 6            |  |
|  |             | Chloé Paquet | Chloé Paquet | 5           | 3           |  |  | 15           | Greet Minnen | Greet Minnen | 4            | 5            |  |
|  | 15          | Greet Minnen | Greet Minnen | 7           | 6           |  |  |              |              |              |              |              |  |

### Sezione 12
|  | Primo turno | Primo turno     | Primo turno     | Primo turno | Primo turno |  |  | Ultimo turno | Ultimo turno    | Ultimo turno    | Ultimo turno | Ultimo turno |  |
|  |             |                 |                 |             |             |  |  |              |                 |                 |              |              |  |
|  | 12          | Varvara Gračëva | Varvara Gračëva | 6           | 6           |  |  |              |                 |                 |              |              |  |
|  |             | Maddison Inglis | Maddison Inglis | 2           | 3           |  |  | 12           | Varvara Gračëva | Varvara Gračëva | 6            | 6            |  |
|  |             | Heather Watson  | Heather Watson  | 6           | 6           |  |  |              | Heather Watson  | Heather Watson  | 3            | 2            |  |
|  | 21          | Kristína Kučová | Kristína Kučová | 4           | 0           |  |  |              |                 |                 |              |              |  |